# Expéditions géodésiques françaises

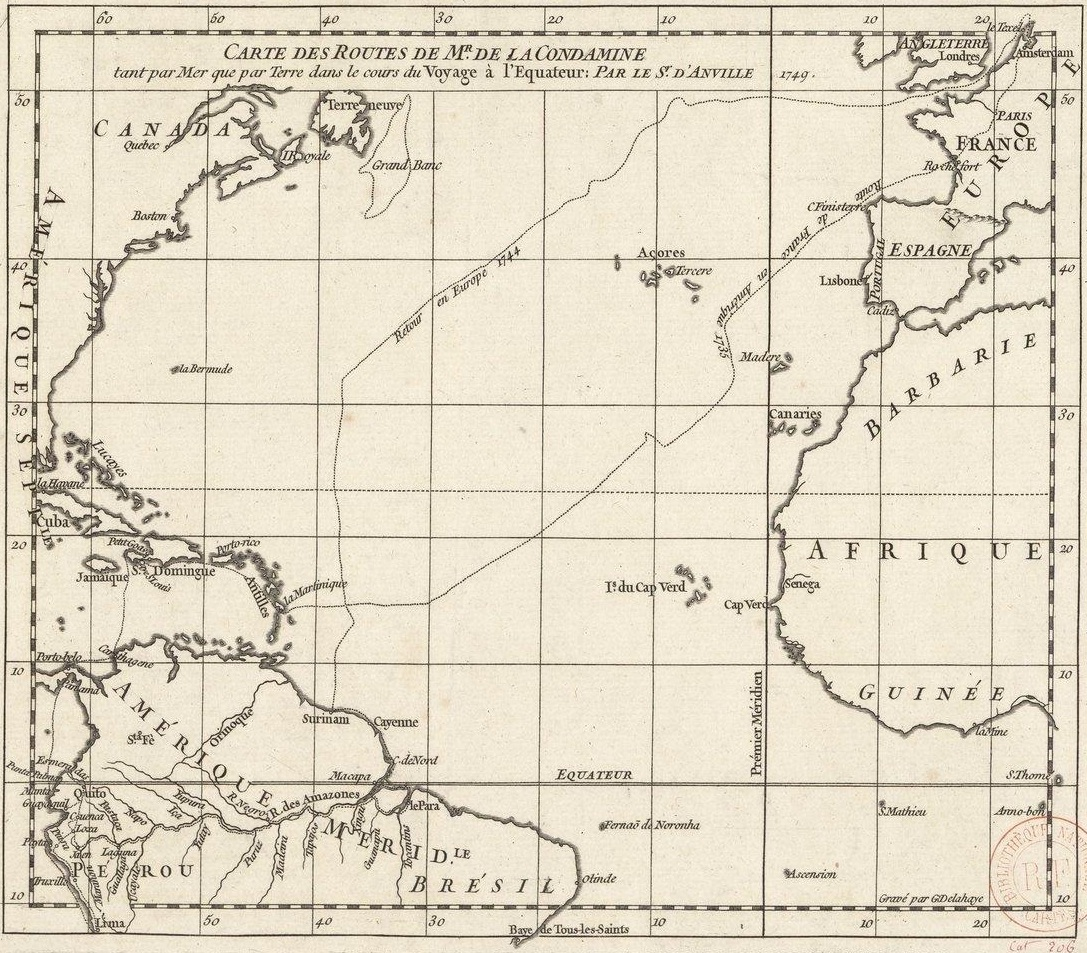
Itinéraire de l'une des expéditions françaises des années 1730-1740 pour déterminer la forme exacte de la Terre. Carte de 1749.

Au cours du XVIIIe siècle, l'Académie des sciences organisa plusieurs expéditions scientifiques, outre-mers, afin de pouvoir répondre à un certain nombre de questions scientifiques, notamment sur la forme exacte de la Terre (était-elle parfaitement sphérique, aplatie aux pôles ou aplatie à l'équateur ?).

## Raisons
Dans ses Principia publiés en 1687, Newton, s'appuyant sur sa théorie de la gravitation universelle, prévoit un aplatissement du globe terrestre aux pôles de l'ordre de 1/230. Cette prévision est confirmée par la différence de gravité détectée par Richer en 1672, la longueur du pendule battant la seconde étant plus courte à Cayenne qu'à Paris.
Cependant, ces données sont contestées par Jacques Cassini, second directeur de l'Observatoire. Au vu des mesures de la méridienne Collioure-Paris-Dunkerque qu'il a effectuées, celui-ci estime que la Terre est allongée selon l'axe polaire, théorie qu'il expose en 1718 dans son ouvrage Traité de la grandeur et de la figure de la Terre. Cette contestation s'inscrit dans une polémique plus vaste portant sur les principes cosmologiques et opposant les partisans de Newton et de la théorie de la gravitation universelle, à ceux de Descartes et de la théorie des tourbillons. Voltaire fera allusion à cette polémique dans la 14e de ses Lettres Philosophiques en 1734 : « Un Français qui arrive à Londres trouve les choses bien changées en Philosophie comme dans tout le reste. Il a laissé le monde plein ; il le trouve vide. À Paris, on voit l'univers composé de tourbillons de matière subtile ; à Londres, on ne voit rien de cela. Chez nous, c'est la pression de la Lune qui cause le flux des marées ; chez les Anglais, c'est la mer qui gravite vers la Lune […] À Paris, vous figurez la Terre faite comme un melon, à Londres elle est aplatie des deux côtés. »

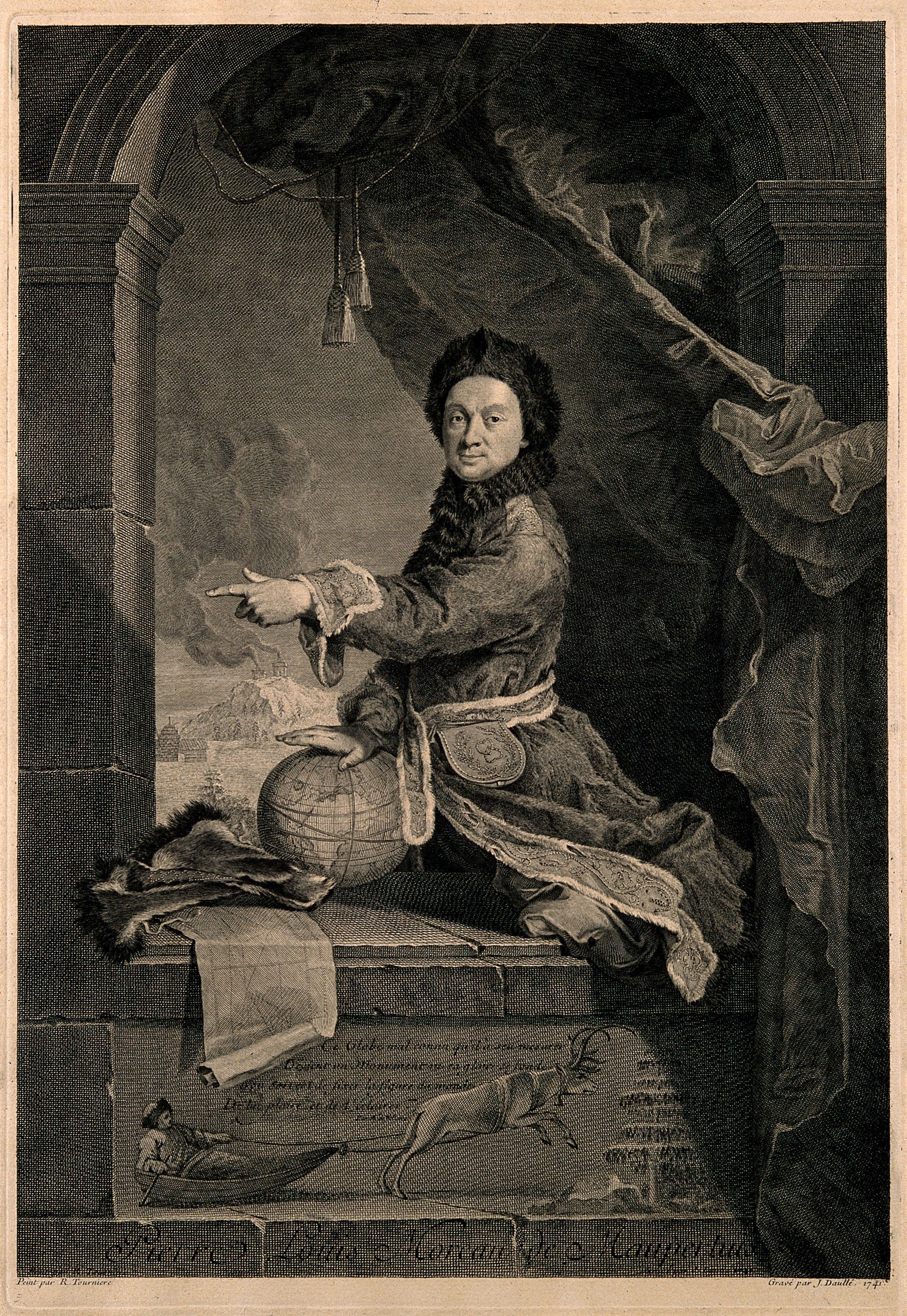
Pierre Louis de Maupertuis (1698–1759)

Après un voyage à Londres en 1728, Maupertuis revint convaincu de la valeur de la théorie de Newton. En 1732, il publie un « Discours sur les différentes figures des astres avec une exposition des systèmes de MM. Descartes et Newton ». Il y montre notamment que « dans quelque hypothèse que ce soit d'une pesanteur qui se fait vers un centre, suivant la proportion de quelque distance de la puissance au centre, le sphéroïde serait toujours aplati … ». Il affirmait encore, dès 1732, que pour certaines de ces lois « … les sphères et les superficies sphériques auront une action qui suit la même proportion que celle de la matière qui les compose … », et que cette propriété est valable pour la loi de l'inverse carré de la distance. Il ajoutait « … si l'attraction dépend de quelque émanation du corps attirant qui se fasse de tous côtés par des lignes droites, on peut voir qu'elle doit suivre la proportion inverse du carré de la distance … ». Cela est exactement le contenu de la célèbre équation que Poisson formulera environ un siècle plus tard, et qui gouverne la géodésie physique et la gravimétrie, sans parler d'autres domaines de la physique. Selon Maupertuis, les mesures de Cassini et de ses collaborateurs (« les plus fameuses qui se soient peut-être jamais faites »), sont en contradiction avec les lois de la statique. L'Académie des Sciences décida dès lors de trancher la question et s'adressa aux autorités.
César-François Cassini (dit Cassini de Thury, ou Cassini III, 1714–1784), raconte que « … M. Godin forma en 1735 le projet d'aller mesurer les degrés sur l'Équateur, et cette entreprise fut jugée si glorieuse pour la France et en même temps si utile à toutes les nations, que M. le Comte de Maurepas, Ministre et Secrétaire d'État, procura bientôt à cet académicien, de même qu'à MM. Bouguer et La Condamine qui se joignirent à lui, les ordres du Roi et les secours nécessaires pour l'exécution de ce projet. Peu de temps après, M. de Maupertuis proposa à l'Académie d'aller le plus au Nord qu'il serait possible, mesurer un degré de méridien, de même qu'on devait le faire sous l'Équateur ».

## Expédition en Laponie

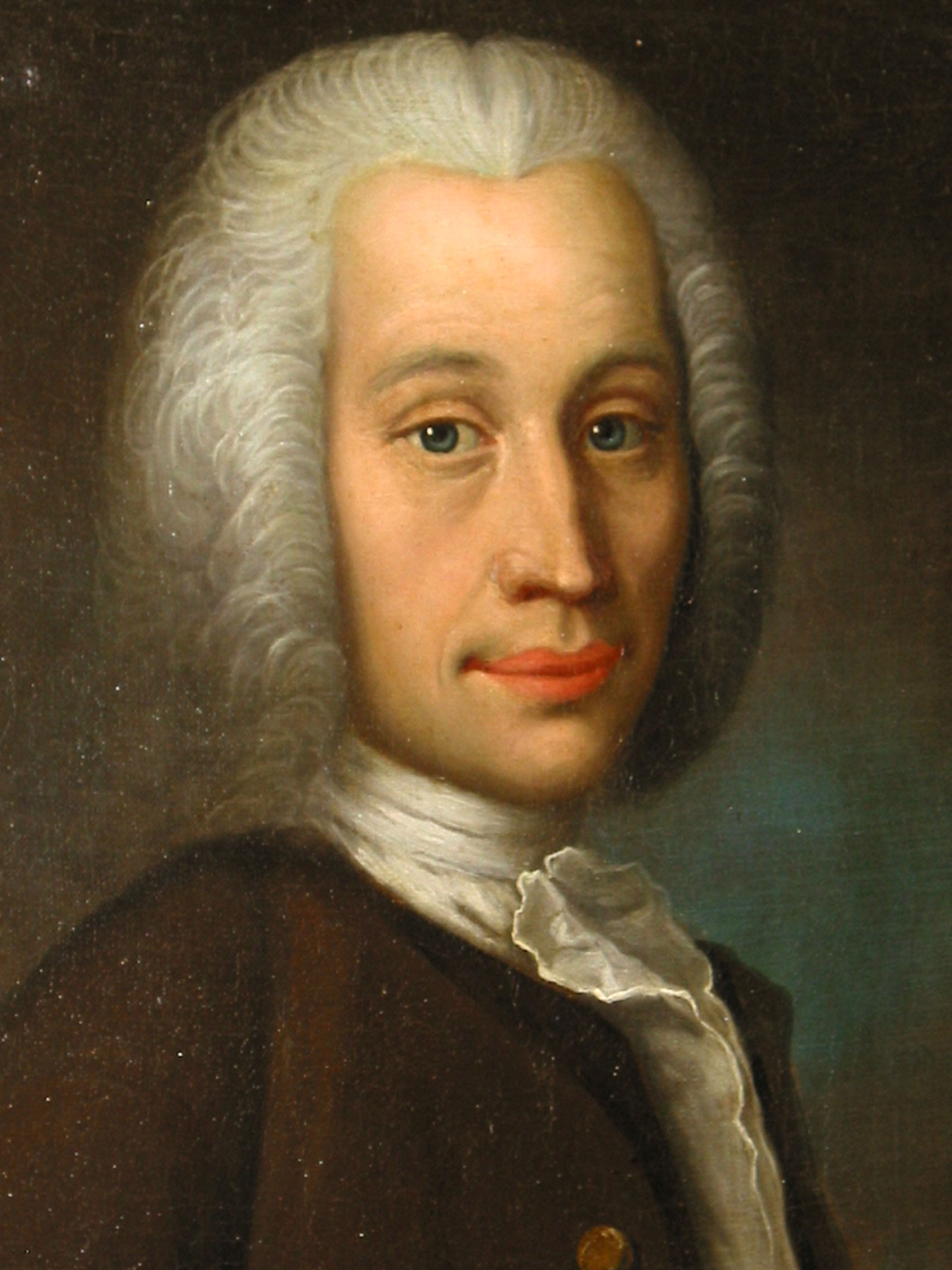
Anders Celsius (1701–1744)

La mission du Nord s'est déroulée en Laponie en 1736-1737. Elle comprenait quatre membres effectifs de l'Académie royale des sciences de Paris, à savoir Maupertuis, Clairaut, Camus et Le Monnier, ainsi qu'un membre correspondant, l'abbé Outhier. Prenait part aussi le savant suédois Celsius, professeur d'astronomie à l'université d'Uppsala, qui fut chargé par le roi de Suède de faciliter la mission française par sa connaissance du pays, et de participer aux observations. L'armée suédoise aidait dans l'équipement des stations.
La chaîne de Laponie s'étendait du nord au sud sur environ 55 000 toises (à peu près 100 kilomètres), entre Kittis et Torneå. Elle comprenait neuf sommets, dont l'Aavasaksa. Une base de 7 406,86 toises fut rattachée au milieu de la chaîne. Les mesures d'angles furent faites avec un quart de cercle de deux pieds, muni d'un micromètre La mission de Laponie a été menée judicieusement sous la direction de Maupertuis. En particulier, l'emploi du temps peut servir de modèle : la triangulation s'effectuait pendant les longues journées de l'été septentrional ; les mesures astronomiques se faisaient au printemps et en automne, lorsque les nuits sont déjà longues mais pas encore excessivement froides ; les mesures de la base, enfin, étaient pratiquées lorsqu'on pouvait disposer de la surface gelée d'un fleuve, qui constituait un terrain de mesure quasi-idéal.
La précision des mesures angulaires (tirée des fermetures des triangles) est de ±12″, ce qui est excellent pour l'époque. Le résultat final des mesures annoncé par Maupertuis pour le degré de méridien est de 57 438 toises à la latitude moyenne de 66°20’ (contre quelque 57 060 toises, valeur de Picard, dans les environs de Paris à environ 48° de latitude). En outre, la longueur du pendule simple battant la seconde était de 441,17 lignes à Kittis contre 440,57 lignes à l'Observatoire de Paris. Après l'expédition de Laponie, on pouvait donc affirmer que conformément aux idées de Huyghens et de Newton, la figure de la Terre était bien un sphéroïde aplati aux pôles.
Après des dernières vérifications, le matériel de l'expédition fut embarqué en juin 1737, fit naufrage sur la côte suédoise, mais fut sauvé intact à l'exception de la toise-étalon fortement rouillée. Après un passage par Stockholm, les académiciens se présentaient aux autorités à Paris le 21 août 1737. Le 13 novembre 1737, Maupertuis fit le compte-rendu de la mission devant l'Académie Royale des Sciences réunie en séance publique solennelle. À cette occasion il déclarait : « … enfin notre degré avec l'aberration diffère de 950 toises de ce qu'il devrait être suivant les mesures que M. Cassini a établies dans son livre Grandeur et figure de la Terre … d'où l'on voit que la Terre est considérablement aplatie vers les pôles … ». Cassini accueillit ce résultat avec beaucoup de mauvaise humeur et publia en 1738 une « Réponse à la dissertation de M. Celsius sur les observations que l'on a faites en France pour déterminer la figure de la Terre », une note qui est plus une défense des travaux familiaux qu'une contre-offensive. Il n'en restait pas moins que le problème de la figure de la Terre était résolu, du moins qualitativement, en faveur d'un sphéroïde aplati,.

## La méridienne de France

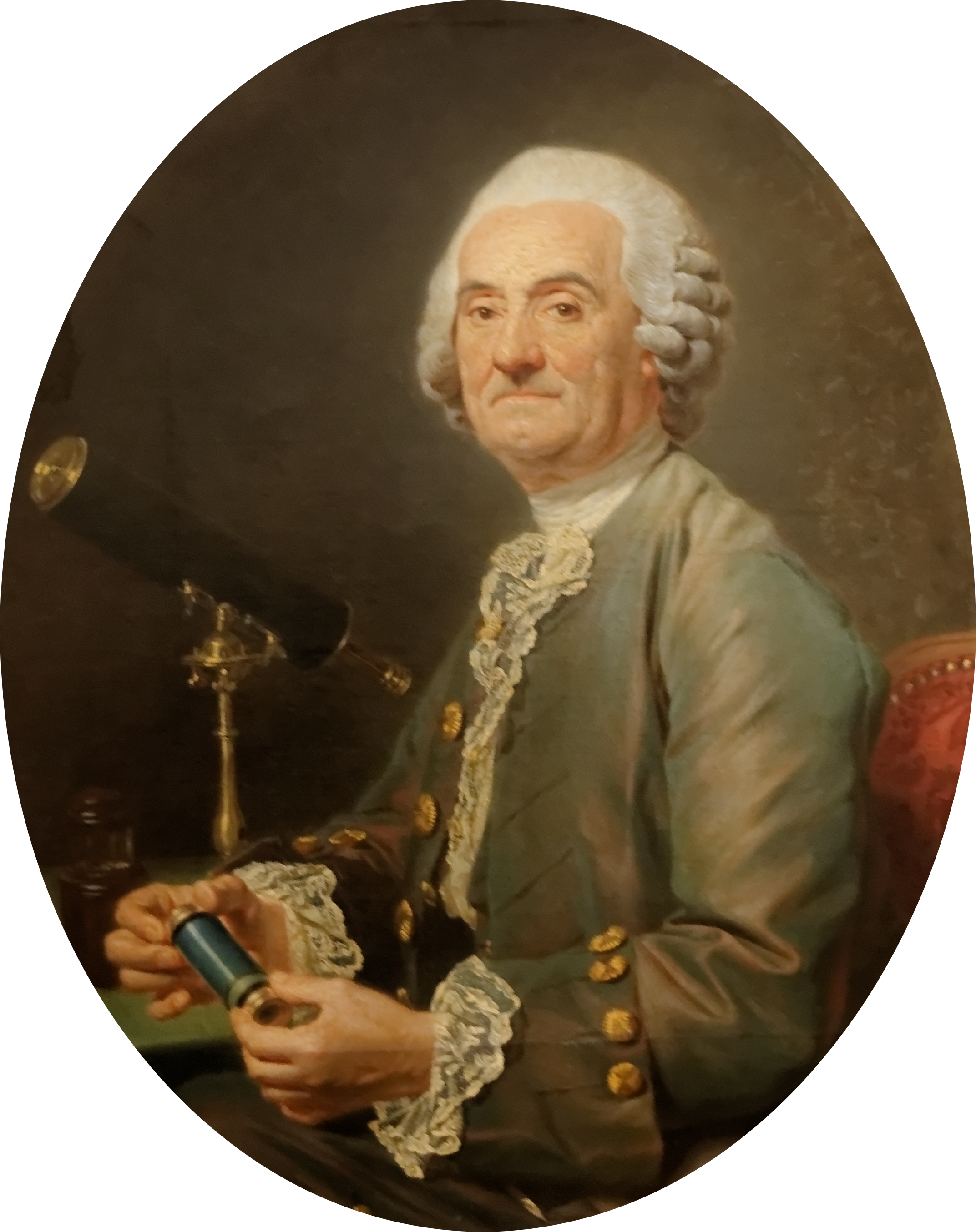
Pierre Charles Le Monnier (1715–1799)

La mission de Laponie eut un retentissement considérable et des conséquences importantes à court et à long termes pour la géodésie et pour l'ethnographie. Dans l'immédiat, les théories des Cassiniens s'effondraient et le doute était jeté sur la méridienne de Cassini. Néanmoins, celui-ci poursuivait sur sa lancée de 1733 les travaux d'un canevas géodésique du premier ordre couvrant toute la France.
Il estimait avec raison que quels que soient les résultats des recherches sur la figure de la Terre, les observations subsisteraient et que d'ailleurs la carte serait calculée sur la sphère de Picard. Toutefois, il convenait de rapporter l'ensemble des mesures à une base de départ correcte. Pour cette raison, on résolut en 1738 de refaire la méridienne de France. Ce travail fut confié à Cassini de Thury, fils de Jacques Cassini, et à l'abbé Nicolas-Louis de Lacaille.
Le projet de refaire la méridienne de France fut approuvé par l'Académie des Sciences, et les observateurs se mirent au travail en mai 1739. Cette même année, Pierre Charles Le Monnier reprenait la mesure de l'amplitude astronomique de l'arc de Picard entre Paris et Amiens, en conservant le canevas géodésique de Picard. Il utilisait un secteur de Graham, plus précis que celui de Picard. À l'époque, on s'était rendu compte que la mesure astronomique de Picard était certainement entachée d'erreurs, puisque Picard ne connaissait pas l'aberration annuelle, découverte seulement en 1728 par l'astronome anglais James Bradley, lorsqu'il tenta de déterminer la parallaxe des étoiles. En fait, Picard l'avait pressentie par ses observations de l'étoile polaire, mais il n'en avait pas tenu compte, pas plus d'ailleurs que de la réfraction atmosphérique. L'aberration annuelle est due à la révolution de la Terre autour du Soleil et vaut 20″,47 au maximum. Le Monnier trouva 57 183 toises pour le degré d'Amiens. Ce résultat confirmait bien l'erreur de la méridienne de Cassini qui lui attribuait 57 030 toises.

## Expédition en Équateur

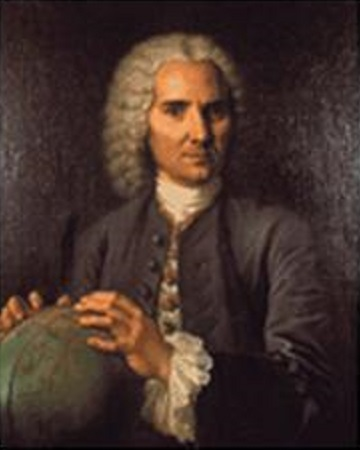
Louis Godin

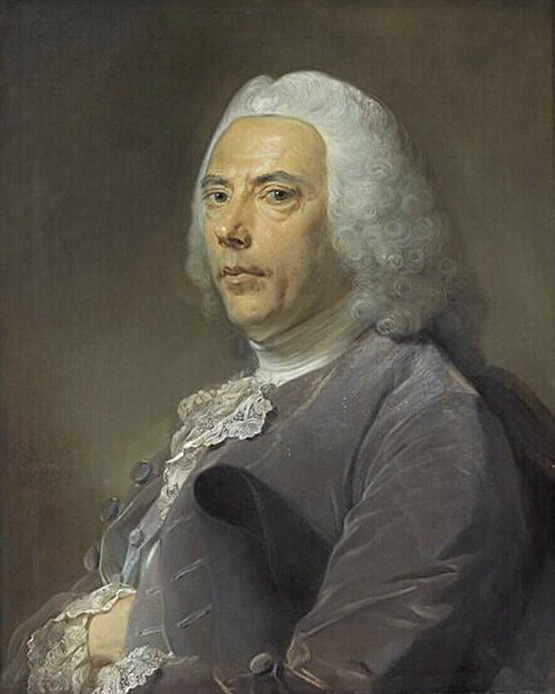
Pierre Bouguer

En 1736, la première mission géodésique française débarque sur côtes équatoriennes. À cette époque l’Equateur fait partie de la Real audiencia de Quito, domaine de la Couronne d’Espagne. Leur objectif est de mesurer un arc du méridien pour vérifier la forme réelle de la terre. Pour ce faire, l’Académie des sciences de Paris délègue deux missions, l’une au Groenland et l’autre en Amérique du Sud. L’Equateur est choisi, plutôt que d'autres pays d’Afrique ou d’Asie parce qu’il offre de meilleures conditions de vie à ce moment-là.

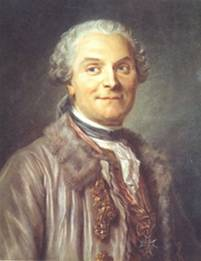
Charles Marie de La Condamine

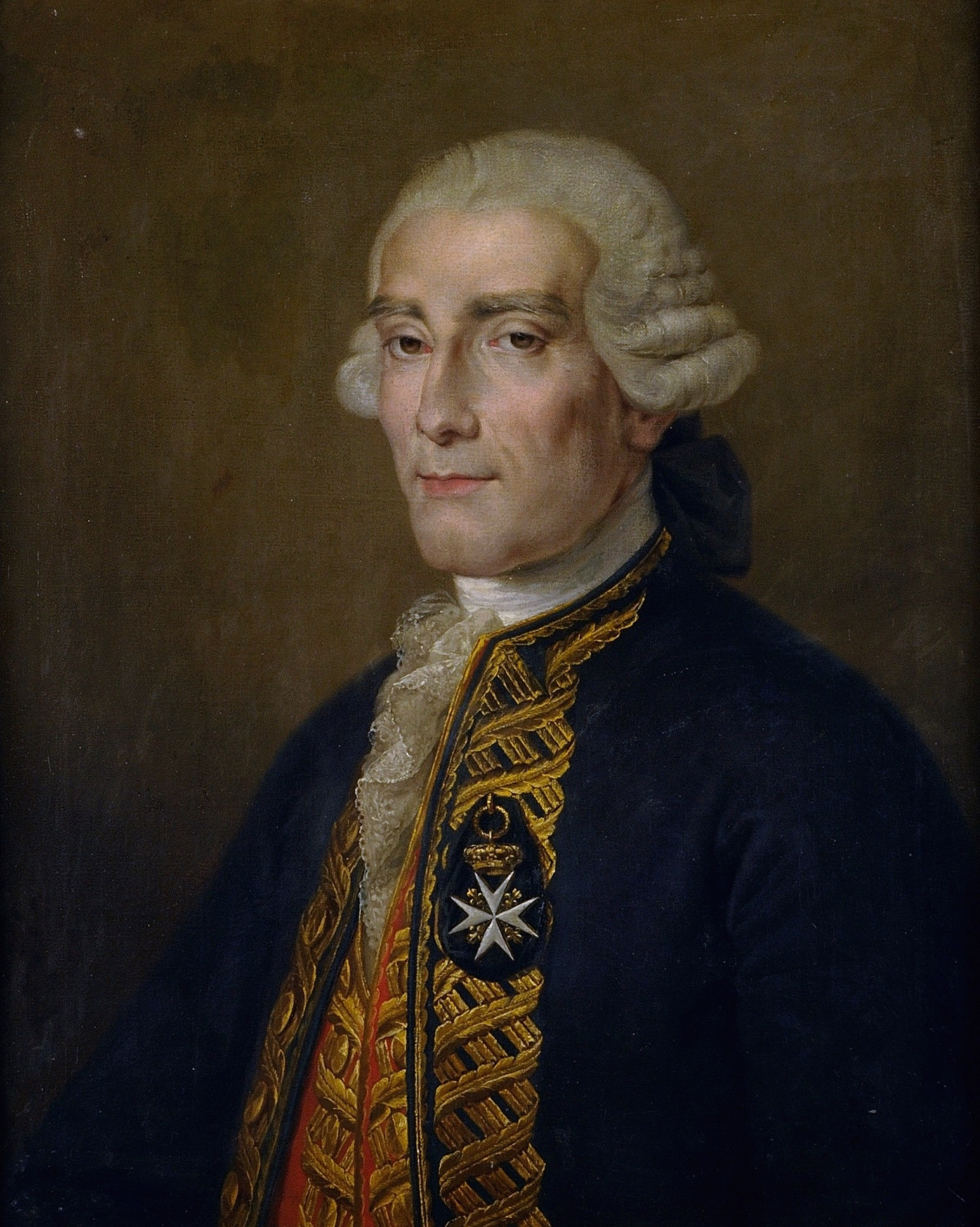
Jorge Juan y Santacilia

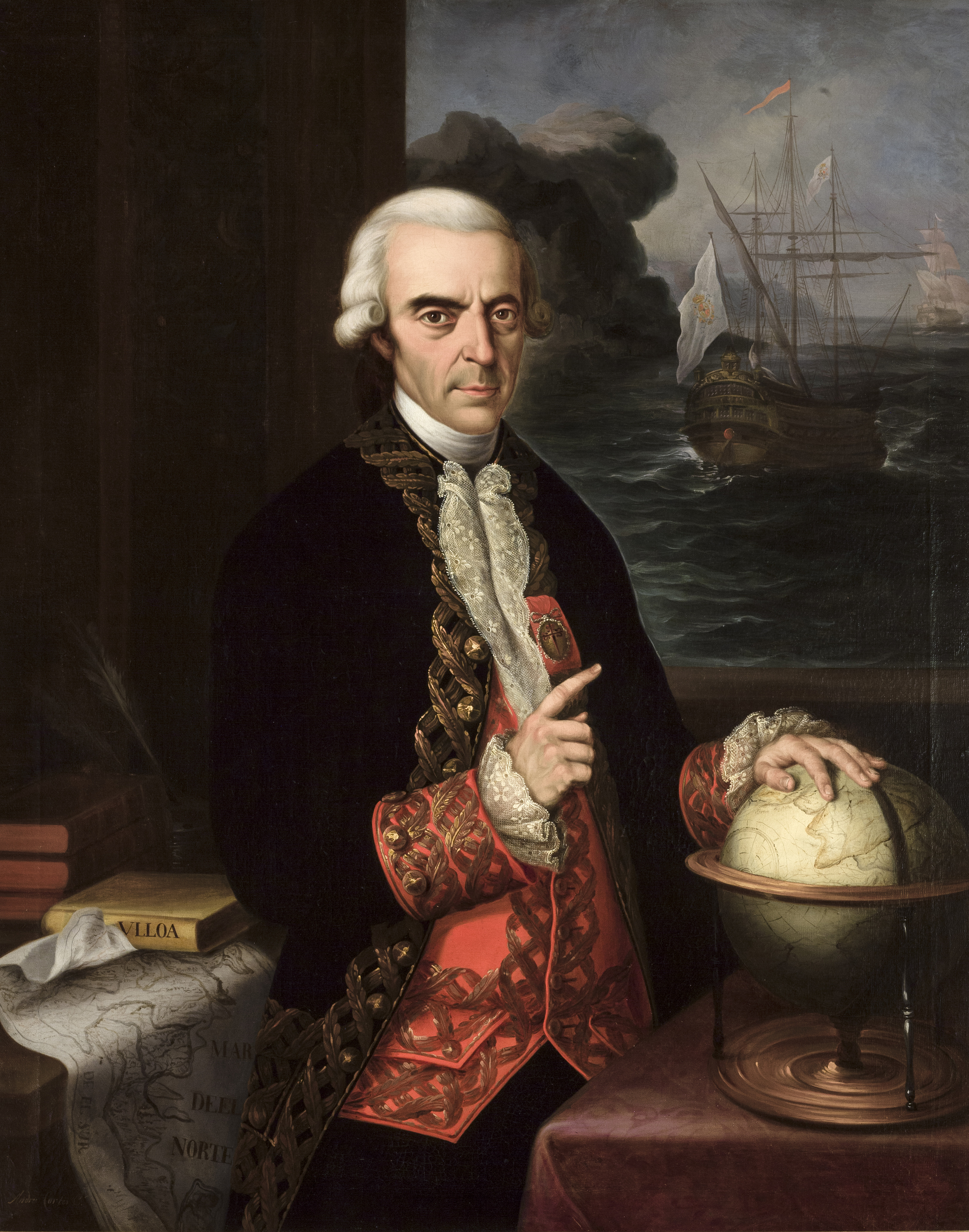
Antonio de Ulloa

Pendant que la méridienne de France était refaite sous la direction de Cassini de Thury, la mission sous l'Équateur continuait ses travaux aux prises avec de très nombreuses difficultés. L'astronome Louis Godin (1704–1760) en fut nominalement le chef en sa qualité de plus ancien membre de l'Académie présent sur le terrain et pour avoir eu l'idée de l'expédition, mais sa fonction de chef lui fut contestée par certains membres de la mission. Parmi les autres académiciens ou futurs académiciens, on compte le mathématicien et physicien Pierre Bouguer (1698–1758), le chimiste et géographe Charles de La Condamine (1701–1774) et le naturaliste Joseph de Jussieu (1704–1779). Deux officiers espagnols, Jorge Juan y Santacilia et Antonio de Ulloa, furent désignés par Madrid et participèrent à toute l'opération avec un loyalisme total et une parfaite compétence.
La région des Andes où les mesures devaient se faire est un sillon nord-sud, encadré par deux branches de la cordillère. Les sommets s'y élèvent à des altitudes de plus de 5 000 mètres. Sur les contreforts de la cordillère, on pouvait appuyer la triangulation. Des volcans, tels que le Pichincha, le Cotopaxi et le Chimborazo, jalonnent la région, qui par ailleurs possède une intense activité sismique. Les accès de la montagne étaient malaisés et les intempéries furent fréquentes et violentes. Les guides et porteurs, indiens pour la plupart, étaient peu fiables, et leur méconnaissance de la technologie créerent des affrontements ; les indigènes désinstallèrent trois points de référence pour mesures astronomiques à Caraburo, Hoyambaro et Cruz Loma. En outre, la mésentente entre certains membres de l'expédition ne facilitait pas la tâche et on eut à déplorer plusieurs morts, dont l'aide-géographe Jacques Couplet-Viguier (emporté par le paludisme en 1736), le chirurgien Jean Séniergue (assassiné à Cuenca le 29 août 1739), l'assistant Jean-Baptiste Godin des Odonais, le cartographe Jean-Joseph Verguin, le mécanicien-horloger Théodore Hugot (qui a vécu à Quito avec son épouse péruvienne) et l'ingénieur et dessinateur Jean Louis de Morainville (tué par la chute d'une poutre lors de la reconstruction de l'église Nuestra Señora de Sicalpa dans l'ancienne ville de Riobamba, vers 1764-1765). Les péripéties de cette expédition hors pair sont admirablement décrites dans le roman historique de Florence Trystram, L’Épopée du méridien terrestre (éd. J’ai lu, no 2013, 1979) et dans La Science au péril de sa vie ; les aventuriers de la mesure du monde d'Arkan Simaan (Vuibert-Adapt, 2001), Measure of the Earth: The Enlightenment Expedition that Reshaped Our World de Larrie D. Ferreiro  (Basic Books, 2011) et  The Quest for the True Figure of the Earth  de Michael Hoare (Ashgate, 2005).
On commença par la mesure de l'arc géodésique. Ce dernier s'étend sur 3º, donc plus de 300 kilomètres, depuis le nord de Quito jusqu'à la ville de Cuenca. Une première base fut mesurée non loin de Quito, dans un terrain difficile, au moyen de lattes de bois étalonnées sur la « toise du Pérou » que l'on avait emportée de Paris, où elle avait été soigneusement comparée à la « toise du Nord » emportée par Maupertuis en Laponie. Ensuite les observateurs se partagèrent en trois équipes pour observer les angles de la chaîne. Alors que le fond de la vallée allant de Quito à Tarqui se trouve entre 1 300 et 1 400 toises d'altitude, certains des points de triangulation durent être placés à 2 400 toises. Les angles furent mesurés au quart de cercle, dans leur plan comme on le faisait toujours au XVIIIe siècle. Les signaux (mires) étaient initialement des pyramides à quatre arêtes, parfois recouvertes de toile blanche. Malheureusement, comme ils étaient sujets au vol ou à la malveillance, les tentes des observateurs finirent par servir le plus souvent de mires.
L'enchaînement des triangles de Godin, commun à celui de Bouguer et La Condamine dans la partie centrale, de Milin à Cahuapala, en diffère dans les parties nord et sud de l'arc. Dans le sud, même les bases sont différentes bien que voisines. Godin détermina celle de Cuenca, Bouguer et La Condamine mesuraient celle de Tarqui. On observait les trois angles de chaque triangle, et les erreurs de fermeture étaient bons pour l'époque, compte tenu des difficultés des observations. Par exemple, la fermeture en azimut par transmission et observation directe de la base de Yarouqui à celle de Tarqui est de 40″; la différence entre la base de Tarqui observée et sa valeur calculée par l'enchaînement à partir de la base de Yarouqui est d'environ 3 pieds (un mètre).
Les mesures géodésiques étaient terminées en août 1739. On commença alors les mesures astronomiques. Godin fit équipe avec les deux officiers espagnols, tandis que Bouguer et La Condamine opérèrent en étroite liaison. Étant un astronome éprouvé, Godin possédait un avantage sur ses collègues. En effet, ces derniers devaient accomplir un dur apprentissage avec des secteurs instables à cause de la sismicité, en raison des démontages nécessités par leur transport, et à cause de l'instabilité des supports muraux. Ils perdirent ainsi deux années en essais infructueux avant de prendre la décision d'occuper des stations fixes, l'une au sud à Tarqui, l'autre au nord à Cochesqui, et à y mesurer simultanément la distance zénithale méridienne des mêmes étoiles. Ils terminaient leurs observations en 1743 et regagnaient la France par des routes séparées. Bouguer utilisa la voie terrestre entre Quito et l'isthme de Panama, puis la voie maritime via les Antilles jusqu'à Nantes. La Condamine descendit l'Amazone, passa à Cayenne, puis s'embarqua pour Amsterdam et arriva à Paris plusieurs mois après Bouguer. D'interminables polémiques divisèrent alors les deux savants. Godin et Jussieu ne rentraient que beaucoup plus tard.
Malgré les nombreuses tribulations de cette expédition, les résultats rapportés produisaient des effets à court, moyen et long terme. Le résultat le plus immédiat en fut évidemment la valeur du degré d'arc de méridien proche de l'équateur. Dans son compte-rendu à l'Académie royale des sciences du 14 novembre 1744 (donc sept ans après celui de Maupertuis), Bouguer attribuait au degré à la latitude moyenne de la chaîne une valeur de 56 753 toises, après réduction au niveau de la mer et à la température d'étalonnage de sa toise. La Condamine avait obtenu 56 749 toises. Ce résultat, il est vrai, ne fit que confirmer ce que l'on savait depuis le retour de l'expédition de Laponie, à savoir que la figure de la Terre correspondait à un sphéroïde aplati vers les pôles. Bouguer en déduisait, compte tenu du résultat de Maupertuis « dont le public a déjà heureusement recueilli le fruit », un aplatissement terrestre de 1/179. En fait, il s'est vite avéré que cette valeur était beaucoup trop grande, car elle impliquerait des densités plus élevées en surface qu'en profondeur. On sait maintenant que la valeur réelle de cet aplatissement est proche de 1/298,3.
L'expédition ramenait en outre des mesures de pesanteur à diverses altitudes, des mesures de la vitesse du son, et une observation tout à fait nouvelle de l'influence des masses montagneuses sur la direction du fil à plomb. Cette mesure de la déviation de la verticale sous l'action d'une masse montagneuse fut entreprise par Bouguer dans le but de déterminer la masse de la Terre.

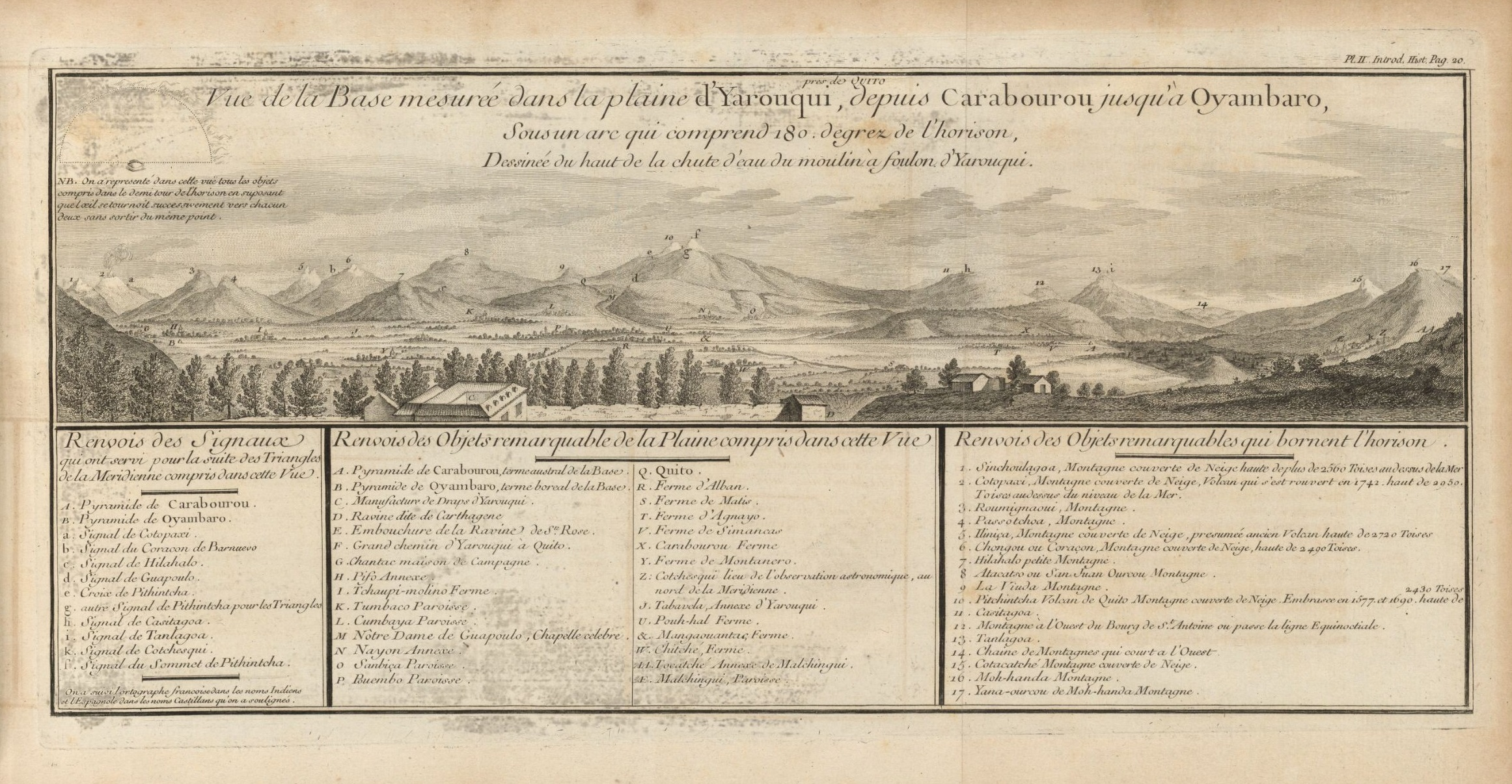
Houghton LSoc 1621.3.10 - La Condamine, plate II

En cette même année 1744 où Bouguer présentait les résultats de l'arc du Pérou, on présentait aussi devant l'Académie des Sciences une « Nouvelle carte qui comprend les principaux triangles qui servent de fondement à la description géométrique de la France, levée par ordre du Roy, par MM. Maraldi et Cassini de Thury de l'Académie Royale des Sciences » sur laquelle figuraient les « villes principales » et les « lieux les plus remarquables et dont il est plus important de connaître la situation ». Les latitudes et longitudes avaient été rapportées à l'Observatoire de Paris, et les calculs avaient été effectués sur la sphère de Picard. La nouvelle méridienne de La Caille et Cassini de Thury en était l'épine dorsale, qui s'appuyait sur les six bases suivantes, du nord au sud : Dunkerque, Villers-Bretonneux, Juvisy-sur-Orge, Bourges, Rodez, Perpignan. Les mesures du parallèle Brest-Paris-Strasbourg avaient été reprises en employant la «méthode des signaux de feu» pour synchroniser les horloges. Celle-ci avait été mise au point par La Caille en 1738. Elle consistait à allumer une petite quantité de poudre noire sur un signal situé à mi-distance entre les deux stations dont on voulait déterminer la différence de longitude. À l'instant où l'on observait la lueur de la déflagration, on lisait l'heure sur les horloges locales dans les deux stations. Les résultats de la méridienne et du parallèle confirmaient l'hypothèse d'une Terre aplatie.

## Méridienne du Cap

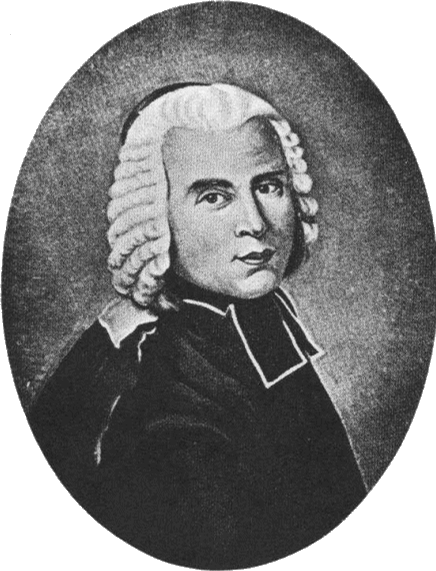
Nicolas Louis de Lacaille (1713–1762)

Envoyé en 1751 au cap de Bonne-Espérance pour faire un catalogue d'étoiles australes et observer la parallaxe de la Lune, l'abbé Nicolas-Louis de Lacaille complétait ses travaux par l'observation d'un arc de méridien auquel il attribuait la valeur de 57 037 toises par degré à la latitude (sud) de 33° 18′. Il mesurait aussi la longueur du pendule simple battant la seconde. L'impact de ces expéditions sur les connaissances scientifiques du milieu du XVIIIe siècle peut être comparé à celui de l'exploration spatiale sur les connaissances scientifiques de la fin du XXe siècle.

## Mesures au pendule
Concernant les mesures pendulaires, Maupertuis constatait vers 1737 que « … les augmentations de la pesanteur de l'Équateur vers le Pôle suivent à fort peu la proportion des quarrés des sinus des latitudes … ». Il énonçait ainsi une formule fondamentale en géodésie dynamique qui est actuellement plutôt associée avec le nom de son collègue Clairaut. Sa constatation est basée sur l'ensemble des résultats connus à l'époque, une douzaine en tout.
Bouguer, d'autre part, avait mesuré la pesanteur au sommet du Pichincha, à Quito et à Manta au niveau de la mer. Il avait trouvé une différence dans la longueur du pendule simple de 0,36 ligne entre le Pichincha et le niveau de la mer. Discutant alors la théorie de Huyghens, qui explique la variation d'intensité de la pesanteur par la seule action de la force centrifuge, il note : « …il est incontestable que cette explication ne suffit pas et que la pesanteur primitive, cette force considérée même dans son origine, est moindre dans la zone torride, avant que d'avoir été attirée par la force centrifuge qui la diminue encore. En un mot, la Terre est beaucoup plus aplatie dans le sens de son axe que ne l'avait prétendu M. Huygens … et on peut se souvenir … que le pendule s'est trouvé plus court … sur le sommet du Pichincha … ». En d'autres termes, l'interposition d'une épaisseur de roches de 2400 toises n'empêchait pas la pesanteur de diminuer. Ce résultat constituait une confirmation éclatante des thèses de Newton. Les réponses théoriques définitives concernant le problème de la figure de la Terre furent apportées dans un livre qu'Alexis Claude Clairaut publia en 1743 sous le titre «Théorie de la Figure de la Terre, tirée de l'Hydrostatique».